# 施幸余
施幸余（英語：SZE Hang-yu, Rosanna，1988年3月5日—），香港女子游泳運動員，外號「大猩猩」、「施魚」，多項香港游泳紀錄保持者（主要為個人自由泳、蝶泳和接力賽紀錄），先後過百次刷新港績，曾保持過超過二十項香港紀錄。
施幸余曾三度代表香港參加奧運會（2004、2012及2016年），也先後八次出戰世界游泳錦標賽和世界短池游泳錦標賽，兩者皆爲港將記錄。她亦參加過四屆亞運會（2006、2010、2014及2018年）、三屆東亞運（2005、2009及2013年）及五屆亞室運（2005、2007、2009、2013及2017年），並先後在這些大型綜合運動會贏得多面獎牌，是香港游泳隊多年來的中堅分子。她亦曾多次當選香港游泳教練會最佳女泳員及2005年度「香港傑出運動員」。

## 簡歷

### 早年及出道
施幸余自小學三年級開始加入學校的游泳班，首次代表學校出戰學界賽便贏得50米蛙泳冠軍，直至六年級時初次入選香港游泳代表隊。她在小學時期就讀寶血小學。在中學時期就讀於拔萃女書院。2001年，13歲的她已經在學界比賽中奪得女子丙組50米蝶泳和200米混合泳比賽冠軍，並分別以28秒89和2分28秒25打破兩者的大會紀錄。她在賽後表示自己有信心可以打破香港紀錄，目標是代表香港參加2004年在雅典舉行的奧運會。2002年，她獲選為香港游泳教練會的「最進步游泳員」。同年十月，她在50米蝶泳游出28秒50打破劉敬亭的香港紀錄，以十四歲之齡寫下個人首項香港紀錄。
2003年9月，她在香港游泳錦標賽的女子100米蝶泳項目中，游出1分2秒24的成績，正式取得翌年奧運會的參賽資格；此外，她又在同一賽事中造出28秒17的香港、青少年和分齡新紀錄，更成功衞冕女子公開組、青少年組冠軍，最後更當選全場最佳泳手。她在10月舉行的中华人民共和国城市运动会女子100米蝶式準決賽游出1分02秒08的成績，打破江欣琦保持的香港紀錄，並再次達到奧運參賽標準，賽事期間被當地媒體譽為「泳壇新晉小天后」。同年11月，她在澳洲墨爾本舉行的世界盃短池賽分站賽事，以27秒75刷新女子50米蝶泳的香港短池紀錄，其後又以56秒56改寫女子100米自由泳的香港青年紀錄。
2004年3月，施幸余在奧運遴選賽中以2分04秒97打破由伍劭斌保持的女子200米自由泳香港紀錄，並達到奧運參賽標準，成為繼蔡曉慧和譚智健後，第三位在雅典奧運得到兩個項目參賽資格的香港泳將。在7月進行的分齡賽中，她又以17分56秒69刷新女子1,500米自由泳的香港紀錄。

### 2004年：初戰奧運會
2004年8月，16歲的施幸余代表香港參加在希臘雅典舉行的奧運會游泳比赛。8月15日，她在女子100米蝶泳初賽中游出1分02秒42的成績，在小組中排第7名；而總成績則排在第32名，未能晉級。同日，她又出戰了女子200米自由泳初賽，游出了2分07秒55，在41名泳手中排39名，同樣無緣晉級。賽後，她坦言受到大賽氣氛影響而怯場，未能發揮十足水平，並對未能刷新香港紀錄有點失望；不過，她相信這兩場奧運比賽增強了自己的經驗及自信心，這將有助日後比賽的發揮。
同年11月，她在香港長池分齡游泳錦標賽中，以28秒正再次打破女子50米蝶泳的香港紀錄。其後，她又在世界盃短池賽墨爾本站中分別以27秒74、55秒81、1分03秒87和2分00秒86，打破50米蝶泳、100米自由泳、100米混合泳和200米混合泳的香港短池紀錄。憑著該年度多次刷新香港紀錄及達標參加奧運，她再度獲香港游泳教練會評選為年度最佳女泳手，連續兩年奪得該獎項，同時亦當選該年度的香港體育學院傑出青少年運動員和全港傑出中學生運動員。

### 2005年：當選香港傑出運動員
2005年3月，施幸余在香港短池分齡錦標賽中，分別以25秒77和1分00秒21打破女子50米自由泳和100米蝶泳的香港紀錄。同年8月，她又在曼谷舉行的亞太分齡游泳錦標賽，以27秒76刷新自己保持的女子50米蝶泳香港紀錄，而在100米蝶泳則以1分01秒63打破大會紀錄，同時亦囊括50米及100米自由泳冠軍，在該項賽事共奪得4金1銀1銅。同月，她轉戰在中國鄭州舉行的全國中學生運動會，以1分02秒42取得女子100米蝶泳第4名。
憑藉出色的表現，施幸余獲選代表香港飛赴北京，參與中华人民共和国第十届运动会的聖火火種傳送儀式，其後又被選在開幕儀式中手持特區旗幟，率領港隊職、運動員進場。同年11月，她又代表香港參加在泰國曼谷舉行的第一屆亞洲室內運動會，並在個人和接力項目共奪得七金一銀一銅的成績。直至年底，她已為13項香港游泳紀錄的保持者，同時亦當選為該年度的香港游泳總會最佳女泳員、中銀香港紫荊盃傑出運動員、全港傑出中學生運動員和香港傑出運動員。

### 2006年：亞運奪接力銅牌
2006年7月，施幸余在亞洲中學生游泳錦標賽中，贏得女子50米蝶泳金牌，又在隨後的100米蝶泳、100米蛙泳、200米混合泳及4×100米自由泳中稱后，以五金成績成為該賽事最佳成績的選手。
同年10月，多哈亞運聖火路經香港，施幸余獲選為其中一位本地精英運動員負責傳遞聖火，獲安排手持火炬乘坐「天后號」橫渡維港，由尖沙咀前往灣仔；並在12月以運動員身分赴多哈代表香港參加亚洲运动会游泳比賽。她在女子4×100米混合泳接力決賽中與蔡曉慧、孫嘉兒和韋漢娜合作以4分14秒58打破了香港紀錄，但僅獲得第四名。在其後舉行的女子4×100米自由泳接力賽，她則與蔡曉慧、李亮葵和韋漢娜合作以3分58秒82刷新香港紀錄；本來，香港隊僅在該賽事位列第四名，但賽後因南韓隊被發現偷步而褫奪獎牌，港隊因而臨時補上獲得銅牌。對於這塊補獲的獎牌，她在賽後表示：「我本身沒有甚麼『大賽運』，以前參加奧運等大型賽事，不是生病就是失準，今次終於時來運到，取得我歷來最大的獎項了。」

### 2007年：告別學界賽
2007年3月，施幸余在香港短池分齡游泳錦標賽18歲或以上組別的50米蝶泳中，以27秒32刷新香港短池紀錄。同年10月，身兼校隊助教和主力的她最後一次代表拔萃女書院出戰學界賽，除了在女子50米蝶式決賽以27秒35打破自己的舊紀錄封后外，更助學校取得學界女子賽事20連霸。她在賽後表示：「我當年中二的時候，也是在50米蝶泳中破了當時的香港紀錄。今次以27秒35再破這項目紀錄，可說是中學的完滿結局。」同年11月，她代表香港參加在澳門舉行的第二屆亞洲室內運動會，在個人和接力項目共奪得四金三銀的成績。
隨後，施幸余暫停學業全情投入訓練，務求爭取所餘無幾的達標機會，以再圓自己參加奧運的夢想；然而，她在此間進行的比賽，一直未能達標。2008年4月，她在最後一項呈報成績的賽事「香港體育節·奧運計時賽」中，在200米蝶泳賽的首100米只能游出1分01秒65，以0.22秒之差未符奧運資格，錯失參加奧運的最後機會。香港隊總教練陳襬指出，她在練水時曾經試過做出達標時間，證明實力已經遠超奧運標準，可惜每次比賽前都會患上感冒，影響表現，以致最終未能達標。
同年5月2日，北京奧運聖火傳遞途經香港，施幸余獲選為第64棒的火炬手。其中，她負責持火炬乘龍舟渡過城門河，成為全球首個以龍舟傳火炬的火炬手。但在歷時約9分鐘航程後，她一上岸時火炬便熄滅了，需換上另一個火炬繼續行程。她其後解釋，火炬熄滅是「意料之事」，因一般火炬燃料只能維持5分鐘，故大會早已安排了後備火炬。

### 2009年－2011年：走出谷底

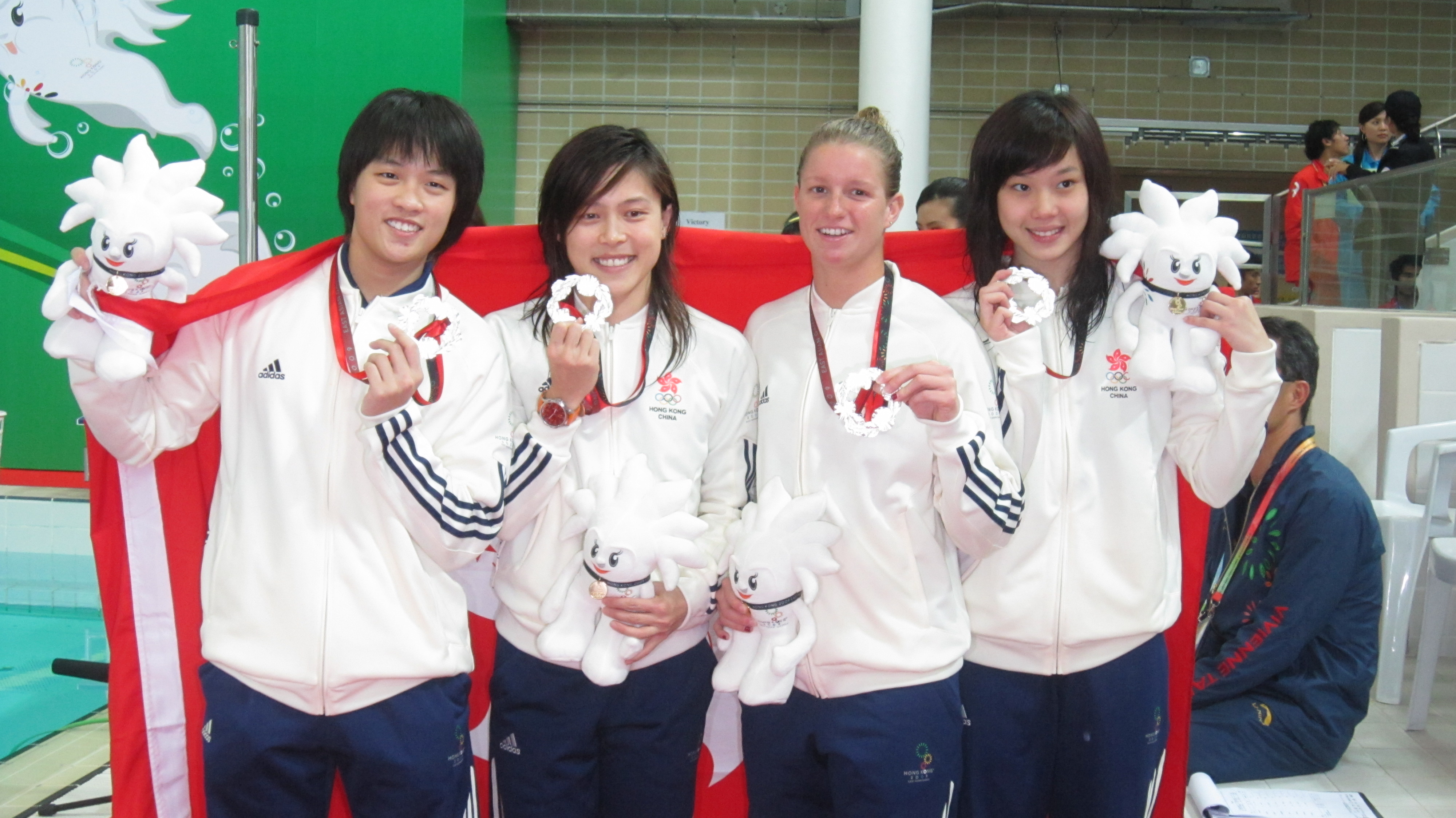
施幸余（左一）與隊友合作赢得東亞運動會女子4×100米自由泳銀牌。

由於四年來一直未能在其主項100米蝶泳再次刷新個人最佳時間，其間更錯失參與北京奧運的資格，施幸余陷入了一段長時間的低潮期，身邊還有不少人不斷勸她重投學業或放棄游泳。直到2009年世界游泳錦標賽，她才終於突破瓶頸，再次刷新其100米蝶泳的個人最佳時間，並將紀錄完成在1分鐘內。
2009年11月，施幸余代表香港參加在越南舉行的第三屆亞洲室內運動會，在個人和接力項目共奪得3金4銀1銅，其中更在女子50米蝶泳比賽以26秒61刷新香港的短池紀錄。年底，她又在香港主場出戰東亞運動會游泳比賽，先與韋漢娜、江忞懿及歐鎧淳合作，以8分04秒86摘得女子4×200米自由泳接力銀牌兼打破港績，創下港泳隊於歷屆東亞運的最佳成績；其後又與韋漢娜、蔡曉慧、歐鎧淳合作，再以破香港紀錄時間2分40秒80，奪得女子4×100米自由泳銀牌。
翌年，她代表香港參加中國廣州舉辦的2010年亞洲運動會游泳比賽，先後跟劉彥恩、馬希彤、韋漢娜及歐鎧淳、蕙婷、韋漢娜合作，奪得4×100米混合泳接力及4×100米自由泳接力兩面銅牌。她在賽後總結其個人表現：「近年經歷低潮，自己對游泳有不同的感受，以前練習『懵懵吓』（懵懂的樣子）， 現在體會到即使練得再辛苦，只要在比賽有成績也值得，我的信心回來了。」同年12月，她在杜拜舉行的世界短池泳賽女子50米蝶泳初賽中，游出26秒33，打破自己保持的香港紀錄。
2011年10月，施幸余在世界盃短池游泳賽杜拜站女子100米混合泳決賽，以1分1秒53獲得金牌，另在50米蝶泳、100米及200米自由泳取得銅牌。她亦憑此成績，再次當選為該年度的香港游泳教練會最佳女泳員。

### 2012年：出戰倫敦奧運會
在2010年廣州亞運會後，施幸余逐步將主攻項目由蝶泳轉為自由泳。2012年5月，她在馬來西亞公開賽獨取三面金牌；6月分，又在美國聖克拉拉國際游泳賽中，以2分18秒89打破蔡曉慧所創的女子200米混合泳香港紀錄。雖然她在一輪密集的比賽後，未能成功達到奧運A標時間，然而最終，她依然憑著較佳的奧運B標時間，奪得倫敦奧運的女子200米自由泳參賽資格。
2012年7月，施幸余代表香港參加倫敦奧運，時隔8年後再次踏足奧運舞台。她在女子200米自由泳比賽初賽被編入與賽事大熱門费代丽卡·佩莱格里尼同組，雖然起步反應相當快，首50米更一度領前，但其後因乏力被其他對手趕過，最終以1分59秒92的成績完成，未能打入前16名，還差0.35秒才能打破由自己所保持的香港紀錄。她在賽後表示︰「未能打破自己香港紀錄的確有點可惜，不過今日的發揮已經相當不錯，餘下會好好享受奧運的氣氛。」。
2013年7月，在韓國仁川舉行的第一屆亞洲室內暨武藝運動會中，她在個人和接力項目共奪得1銀6銅的獎牌。

### 2014年：仁川亞運奪三銅
2014年3月，施幸余在香港短池分齡游泳錦標賽，先後打破女子50米和200米蝶泳的香港紀錄；而在100米自由泳中，她亦以53秒69刷新自己保持的54秒23舊港績，但紀錄同日被何詩蓓造出的53秒28打破。及至9月，她代表香港參加韓國仁川舉行的亚洲运动会游泳比賽，個人第三度出戰亞運會。她以泳隊「大師姐」的身分先後與隊友合作贏得4×100米自由泳接力、4×200米自由泳接力及4×100米混合式接力三面銅牌，突破個人的最佳參賽成績；其中，她在4×200米自由泳接力中與歐鎧淳、鄭莉梅及何詩蓓合作造出8分04秒55的成績，刷新了2009年東亞運時創的舊香港紀錄。然而，她在個人賽事的成績則未達預期，在強項50米蝶泳決賽只能游得第7名，她在賽後以「表現失禮」形容自己的表現。

### 2016年：出戰里約奧運會
2016年5月，施幸余在馬來西亞公開賽中與江忞懿、鄭莉梅和歐鎧淳合作出戰女子4×100米混合泳接力賽，游出4分3秒10的時間，在該項目世界排名第16位，扣除去年12支在世界游泳錦標賽直通奧運的隊伍後排名第4位，取得里約奧運女子4×100米混合泳接力餘下四個參賽席位之一，這是香港游泳隊在今屆奧運的第五個參賽席位。
同年8月，施幸余她聯同隊友代表香港出戰巴西里約奧運，而個人則是第三次參加奧運。最終，四人在女子4×100米混合泳接力預賽游出4分3秒85成績，於小組排名第8位，總成績排名第14，初賽止步，亦未能打破香港紀錄。賽後，她表示接力隊雖然未能打破紀錄，但仍十分滿意游出的時間，並直言本屆奧運跟隊友出戰是最享受的一次。她表示自己未有退役之意，至少還會參加2018年亞運會，希望在退役前能在100米蝶泳游到58秒內。

### 2021-22年：再戰世錦賽
2021年6月底，施幸余在第一組長池分齡游泳比賽第三節，也是東京奧運的最後一項達標賽中衝擊奧運B標失敗，宣告無緣四征奧運，但仍會以港隊助教的身份赴東京助戰。收拾心情後，在兩星期後的短池游泳計時賽施幸余大發神威，以1分00秒63重奪100米個人混合泳的香港紀錄，更達年尾的短池世錦賽A標，這不僅意味著她相隔三年後再破港績，更是她繼2016年打破短池100米蝶泳記錄後，五年來首項個人港績，更以33歲之齡成爲史上最年長刷新香港游泳紀錄的運動員。
年底，在短池世錦賽中施幸余雖然未能再推前100米個人混合泳時間，只以1分01秒76名列第28，她卻在4×200米自由泳接力聯同鄧采淋、歐鎧淳和鄭渝把港績推前近六秒至7分55秒48，以第八名晉級，為香港首次在該項目殺人世錦賽決賽，最後也在決賽得第八。壓軸一日的4×50米自由泳接力中，施幸余也與譚凱琳、陳健樂和歐鎧淳合力打入決賽，並在決賽以破香港紀錄的1分39秒35完成，總成績排第八，也是香港隊在該項目的最佳成績。這除了是她年内第三度刷新香港紀錄，距離她十四歲時首破港績更相隔著超過十九年的歲月，見證著一代泳壇長青樹的實力 。
2022年底，施幸余歷史性第八次出戰短池世錦賽，在100米蝶泳游出58秒06，比自己六年前的個人最佳時間僅慢0.04秒，距離港績也只差0.08秒。同時她繼續在接力項目擔起大旗，領軍出戰六項接力，為一衆港將之冠。其中她在男女混合4×50米混合泳接力她與吳欣鍵、歐鎧淳和何甄陶游出1分42秒05，創下新香港紀錄，這亦同時是她第五十次打破接力港績，更進一步把由自己保持，最年長打破港績的記錄再延後一年，由她2002年創下首項港績至今前後橫跨超過二十年，縱觀世界泳壇也實屬極爲罕有的例子。

## 游泳紀錄
施幸余共109次打破香港游泳紀錄（包括50次刷新接力港績），前後橫跨超過19年，兩者皆爲港將之冠，她現保持9項香港紀錄（曾保持23項），另外曾保持12項青年紀錄、11項15-17歲分齡紀錄，及8項13-14歲分齡紀錄。：
|                            |          | 項目                                                                | 時間     | 比賽日期         |
| 香港紀錄                   | 香港紀錄 | 香港紀錄                                                            | 香港紀錄 | 香港紀錄         |
| -------------------------- | -------- | ------------------------------------------------------------------- | -------- | ---------------- |
| 1                          | 長池     | 4×100米自由泳接力 （香港隊－鄭莉梅、歐鎧淳、施幸余、何詩蓓）        | 3:39.94  | 2014年9月21日    |
| 2                          | 長池     | 4×200米自由泳接力 （香港隊－鄭莉梅、歐鎧淳、施幸余、何詩蓓）        | 8:04.55  | 2014年9月23日    |
| 3                          | 短池     | 50米蝶泳                                                            | 26.09    | 2014年3月15日    |
| 4                          | 短池     | 4×50米混合泳接力 （香港隊－歐鎧淳、江忞懿、陳健樂、施幸余）         | 1:48.79  | 2017年9月22日    |
| 5                          | 短池     | 4×50米自由泳接力 （香港隊－譚凱琳、歐鎧淳、陳健樂、施幸余）         | 1:39.35  | 2021年12月21日   |
| 6                          | 短池     | 4×100米四式接力 （香港隊－歐鎧淳、葉穎寶、陳健樂、施幸余）          | 3:58.32  | 2017年9月25日    |
| 7                          | 短池     | 4×100米自由泳接力 （香港隊－歐鎧淳、何南慧、黃楚瑩、施幸余）        | 3:40.18  | 2017年9月23日    |
| 8                          | 短池     | 4×200米自由泳接力 （香港隊－鄧采淋、施幸余、鄭渝、歐鎧淳）          | 7:55.48  | 2021年12月20日   |
| 9                          | 短池     | 男女混合4×50米混合泳接力 （香港隊－歐鎧淳、吳欣鍵、施幸余、何甄陶） | 1:42.05  | 2022年12月14日   |
| 曾保持香港紀錄             |          |                                                                     |          |                  |
| 1                          | 長池     | 200米自由泳                                                         | 1:59.57  | 2011年7月30日    |
| 2                          | 長池     | 1500米自由泳                                                        | 17:56.69 | 2004年7月18日    |
| 3                          | 長池     | 50米蝶泳                                                            | 27.35    | 2007年10月17日   |
| 4                          | 長池     | 100米蝶泳                                                           | 1.01.58  | 2005年1月22日    |
| 5                          | 長池     | 200米混合泳                                                         | 2:18.89  | 2012年6月3日     |
| 6                          | 長池     | 4×100米混合泳接力 （香港隊－蔡曉慧、江忞懿、施幸余、韋漢娜）        | 4:03.07  | 2009年12月10日   |
| 7                          | 長池     | 4×100米男女混合泳接力 （香港隊－劉紹宇、杜敬謙、陳健樂、施幸余）    | 3:56.62  | 2018年8月22日    |
| 8                          | 短池     | 50米自由泳                                                          | 24.84    | 2010年12月18日   |
| 9                          | 短池     | 100米自由泳                                                         | 54.15    | 2012年12月13日   |
| 10                         | 短池     | 200米自由泳                                                         | 1:55.83  | 2010年12月19日   |
| 11                         | 短池     | 100米蝶泳                                                           | 58.02    | 2016年12月11日   |
| 12                         | 短池     | 200米蝶泳                                                           | 2:09.24  | 2014年3月15日    |
| 13                         | 短池     | 100米個人混合四式                                                   | 1:00.63  | 2021年7月11日    |
| 14                         | 短池     | 男女混合4×50米自由泳接力 （香港隊－杜敬謙、張健達、歐鎧淳、施幸余） | 1:32.79  | 2017年10月1日    |
| 曾保持青年紀錄（16歲以下） |          |                                                                     |          |                  |
| 1                          | 長池     | 200米自由泳                                                         | 2:06.48  | 2003年9月6日     |
| 2                          | 長池     | 50米蝶泳                                                            | 28.15    | 2004年1月4日     |
| 3                          | 長池     | 100米蝶泳                                                           | 1:02.06  | 2004年1月5日     |
| 4                          | 長池     | 4×100米混合泳接力 （香港隊－盧綽蘅、孫嘉兒、施幸余、鄧慶庭）        | 4:27.03  | 2003年8月24-27日 |
| 5                          | 長池     | 4×100米自由泳接力 （香港隊－施幸余、陳宇寧、畢慧婷、鄧慶庭）        | 3:59.32  | 2003年8月24-27日 |
| 6                          | 長池     | 4×200米自由泳接力 （香港隊－施幸余、陳樂忻、畢慧婷、鄧慶庭）        | 8:47.89  | 2003年8月24-27日 |
| 7                          | 短池     | 100米自由泳                                                         | 56.52    | 2003年11月28日   |
| 8                          | 短池     | 200米自由泳                                                         | 2:02.44  | 2003年11月30日   |
| 9                          | 短池     | 50米蝶泳                                                            | 27.75    | 2003年11月28日   |
| 10                         | 短池     | 100米蝶泳                                                           | 1:01.02  | 2003年11月29日   |
| 11                         | 短池     | 100米混合泳                                                         | 1:04.79  | 2003年11月29日   |
| 12                         | 短池     | 200米混合泳                                                         | 2:21.00  | 2003年1月26日    |
| 曾保持分齡紀錄（15-17歲）  |          |                                                                     |          |                  |
| 1                          | 長池     | 200米自由泳                                                         | 2:04.97  | 2004年3月27日    |
| 2                          | 長池     | 1500米自由泳                                                        | 17:56.69 | 2004年7月18日    |
| 3                          | 長池     | 50米蝶泳                                                            | 27.76    | 2005年8月21日    |
| 4                          | 長池     | 100米蝶泳                                                           | 1:01.58  | 2005年1月22日    |
| 5                          | 短池     | 50米自由泳                                                          | 25.67    | 2005年11月13日   |
| 6                          | 短池     | 100米自由泳                                                         | 55.81    | 2004年11月26日   |
| 7                          | 短池     | 200米自由泳                                                         | 2:00.86  | 2004年11月28日   |
| 8                          | 短池     | 50米蝶泳                                                            | 27.37    | 2006年1月22日    |
| 9                          | 短池     | 100米蝶泳                                                           | 1:00.21  | 2005年3月20日    |
| 10                         | 短池     | 100米混合泳                                                         | 1:03.71  | 2006年1月18日    |
| 11                         | 短池     | 400米混合泳                                                         | 4:56.56  | 2006年2月19日    |
| 曾保持分齡紀錄（13-14歲）  |          |                                                                     |          |                  |
| 1                          | 長池     | 200米自由泳                                                         | 2:07.33  | 2003年1月16日    |
| 2                          | 長池     | 50米蝶泳                                                            | 28.50    | 2002年10月23日   |
| 3                          | 短池     | 100米自由泳                                                         | 57.63    | 2003年2月23日    |
| 4                          | 短池     | 200米自由泳                                                         | 2:04.53  | 2002年12月15日   |
| 5                          | 短池     | 50米蝶泳                                                            | 28.18    | 2002年12月2日    |
| 6                          | 短池     | 100米蝶泳                                                           | 1:02.23  | 2003年1月26日    |
| 7                          | 短池     | 200米混合泳                                                         | 2:21.00  | 2003年1月26日    |
| 8                          | 短池     | 400米混合泳                                                         | 4:59.84  | 2003年2月23日    |

## 榮譽
- 香港傑出運動員選舉

「香港傑出運動員」（2005年）
- 行政長官社區服務獎狀（2019年）